# تيمور موساييف
تيمور يوسف أوغلو موساييف (بالأذرية: Teymur Musayev) (16 سبتمبر 1970 ، باكو)، وزير الصحة ألاذربيجانية. 

## مشواره المهنية
ولد تيمورموساييف في 16 سبتمبر 1970 في باكو.
تلقى تعليمه الثانوي في المدرسة الثانوية رقم 1 التابعة للقنصلية العامة لاتحاد الجمهوريات الاشتراكية السوفياتية في جمهورية الجزائر الديمقراطية الشعبية بين 1977-1981، ثم واصل تعليمه في المدرسة الثانوية رقم 189 في مدينة باكو بين 1981-1987. وتخرج من المدرسة بمرتبة الشرف.
إلتحق تيمور موساييف بجامعة الطب الأذربيجانية من كلية العلاج الوقائي في 1987.
حصل على درجة ماجستير من كلية ريغا الدولية للأعمال والاقتصاد وجامعة ريغا ستادينز بين 2013-2015.
عمل كطبيب مسالك بولية في العيادة رقم 16 في باكو بين 1994-1997.
كما عمل تيمور موساييف كنائب المدير لبرنامج «ألصحة الإنجابية لجمهورية أذربيجان» بين 2001-2003.

## نشاته السياسية
منذ أبريل 2020 شغل تيمور موساييف منصب رئيس إدارة منظمة الصحة في وزارة الصحة ألاذربيجانية. في 23 أبريل 2021 وقع الرئيس إلهام علييف مرسوما بتعيين تيمور يوسف أوغلو موساييف النائب الأول لوزير الصحة ألاذربيجانية. ثم عين تيمور وزير الصحة ألاذربيجانية يموجب القرار من الرئيس جمهورية أذربيجان في 19 يناير عام 2022. 